# Archichlora bevilany
Archichlora bevilany là một loài bướm đêm trong họ Geometridae.